# Öwezgeldi Ataýew
Övezgeldy Atayev (n. 1951) es un político turkmeno. Era presidente del parlamento y el designado sucesor de Saparmyrat Nyýazow en el cargo de Presidente de Turkmenistán, que debería haber sucedido a Nyýazow luego de la repentina muerte de éste el 21 de diciembre de 2006. Pero la fiscalía abrió diligencias por supuestas actividades criminales y abuso de poder. Övezgeldi Atayew vio entonces bloqueada su asunción de mando a título interino y el Consejo de Seguridad nombró presidente interino al vicepresidente del Consejo de ministros y ministro de la Salud, de la Educación y de las Ciencias Gurbangulí Berdimujamédov. Poco después tuvo que dimitir de su puesto de presidente del parlamento. Este procedimiento es considerado como un golpe de Estado de facto.